# Marion Motor Car Company
Die Marion Motor Car Company war ein US-amerikanischer Automobilhersteller, der in den ersten Jahren des 20. Jahrhunderts tätig war.

## Unternehmensgeschichte
Das Unternehmen wurde im Januar 1904 in Indianapolis gegründet. Das Startkapital betrug US$ 100.000,–. Über die Jahre waren verschiedene Personen in der Geschäftsleitung, die später als Automobilpioniere bekannt wurden oder eigene Automobilfabriken gründeten, so Robert Hassler (Hassler Motor Company), Fred I. Tone, Harry C. Stutz (Stutz Motor Car Company) oder John N. Willys (Willys-Overland). Zunächst verwendete das Unternehmen luftgekühlte Vierzylindermotoren von Reeves, später wassergekühlte Motoren.
Der spätere Konstrukteur der Duesenberg-Automobile, Fred S. Duesenberg, war um 1905 Partner in einem Unternehmen in Des Moines (Iowa), das unter anderem die Marken Marion, Rambler und Gale vertrat. Mit einem Marion mit luftgekühltem Vierzylindermotor nahm er auch an Autorennen teil.
Stets litt die Firma unter einer zu geringen Kapitalausstattung, die im Juni 1912 daher auf US$ 1.125.000,– aufgestockt wurde. Gleichzeitig wurde J. I. Handley Präsident der Gesellschaft. Offenbar wurden aber die Geschäfte nicht besser dadurch.
1915 endete die Produktion. 1916 übernahm Handley die Firma und führte sie mit dem ebenfalls erworbenen Automobilhersteller Imperial in Jackson (Michigan) zur Mutual Motors Company zusammen. Diese Firma trat die Nachfolge von Marion an und stellte den Marion-Handley her.

## Modelle
| Modell  | Bauzeitraum | Zylinder | Leistung         | Radstand     |
| ------- | ----------- | -------- | ---------------- | ------------ |
| Four    | 1904–1905   | 4 Reihe  | 16 bhp (11,8 kW) | 2438 mm      |
| 2       | 1906        | 4 Reihe  | 16 bhp (11,8 kW) | 2438 mm      |
| 5       | 1906        | 4 Reihe  | 28 bhp (20,6 kW) | 2743 mm      |
| 7       | 1907        | 4 Reihe  | 24 bhp (17,6 kW) | 2540 mm      |
| 8       | 1908–1909   | 4 Reihe  | 24 bhp (17,6 kW) | 2591–2642 mm |
| 9       | 1908–1909   | 6 Reihe  | 35 bhp (26 kW)   | 2642–2845 mm |
| 10      | 1910        | 4 Reihe  | 35 bhp (26 kW)   | 2845 mm      |
| 30      | 1911        | 4 Reihe  | 30 bhp (22 kW)   | 2794 mm      |
| 40      | 1911        | 4 Reihe  | 40 bhp (29 kW)   | 2921 mm      |
| Four-30 | 1912        | 4 Reihe  | 30 bhp (22 kW)   | 2819 mm      |
| Four-45 | 1912        | 4 Reihe  | 45 bhp (33 kW)   | 3048 mm      |
| 37-A    | 1913        | 4 Reihe  | 40 bhp (29 kW)   | 2845 mm      |
| 48-A    | 1913        | 4 Reihe  | 48 bhp (35 kW)   | 3048 mm      |
| B       | 1914        | 4 Reihe  | 25 bhp (18,4 kW) | 2972 mm      |
| G       | 1914–1915   | 6 Reihe  | 33 bhp (24 kW)   | 3150 mm      |

Ein Model 30 von 1911 in sehr gutem Zustand wurde 2015 für 22.000 Pfund Sterling versteigert.